# Mastiksoul
Fernando Figueira, noto come Mastiksoul (Angola, 7 aprile 1977), è un disc jockey, produttore discografico e remixer portoghese.
Mastiksoul ha iniziato la sua carriera nel 1992, quando la sua vita era divisa tra il Portogallo e la Francia, e vide l'ascesa della musica dance, essendo anche collegato alla techno.
La visione e lo stile percussivo e tribale riflettono chiaramente le sue origini africane. All'inizio del 2000, le produzioni di Mastiksoul vennero notate e apprezzate da alcuni dei più grandi nomi della scena: Danny Tenaglia, Tony Thomas, Tom Stephan, Grant Dell, Terry Francis, Nathan Coles, Layo, Circulation, Justin Drake dei Peace Division. Per non parlare della cattura di sguardo e orecchie delle principali riviste riguardanti la scena house, come MixMag, Jockey Slut, IDJ e DJ Magazine. 
Durante questa ascesa, MastikSoul si trasferisce a Londra nel 2000. Il passaggio a Londra aumenta la sua notorietà, e non passa molto tempo prima che il suo marchio di musica house si diffonda in tutto il mondo.
L'inizio del 2000 vede Mastiksoul che istituisce un proprio studio di produzione a Londra insieme a 2 grandi progetti: 4Kenzo Recordings e DJ Token Pace. 
Il lavoro aumenta durante questo periodo e Fernando suona in club noti come Rex (Parigi), Ultimate Base (Londra), Gas (Londra), The Cross (Londra), Locomia (Albufeira), Cremlino (Lisbona), Alcantara Club (Lisbona), Decadance (Bruxelles), tra gli altri. Nel 2003, MastikSoul inizia a produrre sulla 4Kenzo e rilascia sulla Difference Records del "South Tribal Ep"; il successo internazionale arriva subito, il "South Tribal Ep" viene concesso in licenza ad una trasmissione televisiva nel Regno Unito e viene supportato da molti famosi dj. 
Il lavoro aumenta e MastikSoul fonda la nuova etichetta Moxi Records con il produttore tribal house Tony Thomas. Con il supporto di dj come Carl Cox e Danny Tenaglia, solo per citarne alcuni, la Moxi diventa un punto di riferimento mondiale.
Il 2006 vede MastikSoul raggiungere un altro livello nella sua carriera come produttore attraverso collaborazioni con DJ Sneak e Renato Cohen, rendendolo uno dei produttori top della musica house. 
La sua etichetta, la 4kenzo, è diventata una dei marchi più prestigiosi del mondo con un giro di nomi che comprende: DJ Sneak, Renato Cohen, Brett Johnson, Johnny Fiasco, 1200 Warriors, Angel Alanis, Tony Thomas, Joey Youngman e altri. Nasce anche la Kitsam Rec, un'etichetta digitale esclusiva di Beatport, che vede release da top djs come Danny Tenaglia, DJ Vibe, Saeed Younan e molti altri.
Dopo anni di release musicali e di viaggi per tutto il mondo MastikSoul è diventato uno degli artisti principali della scena house e nel 2009 viene nominato per i Beatport Music Awards.
Nel 2010 pubblica il suo primo album, intitolato "MastikSoul - The Album".
Nel 2012 a filmato suo tema "Forever" en Lisbona - Portogallo con collaborazioni del teatro Custom Circus.

## Discografia
- Input Signal (2005)
- Power Does Matter (2005)
- I Believe (2005)
- Nizigi (2005)
- Deadly Saw (2005)
- Moxi Yade Tatu (2005)
- Logic Arrange (2005)
- Planet Bop (with Nathan Coles) (2005)
- 4Stars (2005)
- Ballad Of The Bullet (2005)
- Angel Cakes (with Nathan Coles) (2008)
- Pedalada (2006)
- El Pibe De Oro (with Gabo) (2006)
- Accurate Drumming (2006)
- Zencisk (2006)
- Come On Sister (2006)
- Alexandra (with Gabo) (2006)
- Just A Feeling (2006)
- Confess (2006)
- Body & Soul (2006)
- La Familia (With Dj Sneak) (2006)
- Boogie Man (2006)
- Funk Master Flex (2006)
- Drafted (2006)
- Oppression (2006)
- Jackin With Jeff (2006)
- Let Your Mind Be Free (2006)
- Bumlick (with Nathan Coles) (2006)
- Twisted Chicken (with Nathan Coles)(2006)
- Evasive (2006)
- Mashall Law (2006)
- Conosorus (with The Fox) (2006)
- Timbali (with The Fox)(2006)
- Pai Grande (2007)
- Acid For Guest List (2007)
- Mundo (2007)
- Are You Ready (2007)
- Voodoo Resolution (2007)
- 1977 Was The Year (2007)
- Feel It Fool (2007)
- Someday (2007)
- Made In Africa (Not Really) (2007)
- Slin Din & Fried Rice (2007)
- This Is Obag (2007)
- Hula Hula (2007)
- B-Boy (2007)
- Rock The Beat (2007)
- Octave Shift (2007)
- Make Me Dance (2007)
- Flamingo (2007)
- Serio (2007)
- System X (2007)
- Trailer (2007)
- What Tha Funk (2007)
- Kinky Businez (2007)
- Bronco Trax (2007)
- Low End (2007)
- You Know Me (2007)
- Miniman (2007)
- Nosferatos (2007)
- Track 99 (2007)
- Ibiza 2050 (2007)
- Pin Point Bass (2007)
- House Die On Me (Not Really) (2007)
- 6fit Under (2007)
- Tormento (feat. Lindsay Lokovich) (2007)
- 3AM (2007)
- Bronco Funky (2007)
- Pumpie (2007)
- We Come In Peace (2007)
- Fucked (2007)
- Freesky (2007)
- Demo Song (2007)
- MF Come Here (with Carlos Manaca) (2007)
- Pungo (2007)
- The Doctor (2007)
- Coco Grande (2007)
- S.O.S. (2007)
- The Nurse (2007)
- Emergency (2007)
- Fixation (2007)
- M.A.S.T.I.K. (2007)
- Pac Mode (2007)
- New Sound Generation (2007)
- Stop It (2007)
- Airport (2007)
- C.A.L.Y.P.S.O. (2007)
- Catacumba (2007)
- Did I Mention (2008)
- Calanga (2008)
- WMD (2008)
- Jacobino (2008)
- Caesar (2008)
- Soul Train (2008)
- Fix This 2008 (2008)
- Bonus Beat (2008)
- Monkey See Donkey Do (2008)
- Zulu (2008)
- Pimp It (2008)
- Viseu (2008)
- Filterhead (2008)
- If U Don't Have Funk (I Lend U Some) (2008)
- Assen (2008)
- The Children (2008)
- Indipendencia (2008)
- Candela (2008)
- Candela No Accordion (2008)
- Land Of Spirits (2008)
- Caliente (with Nick & Danny Chatelain) (2008)
- Electronic Manbo (2008)
- Just A Feeling (2009)
- Fuck That (2009)
- Bofe De Elite (2009)
- Run For Cover (2009)
- Swaffel (With Rene Amesz) (2009)
- Bambu Beats (2009)
- Corazon Latino (2009)
- Texture (2009)
- After Dark (2009)
- Rock & Roll Style (2009)
- Macaron (2009)
- Taking Me Hi (feat. Zoey) (2009)
- Bambu Beats (2009)
- Corazon Latino (2009)
- The Whistle (with Dj Paul) (2009)
- Ultra Space (2009)
- Back To The 80's (feat. George Llanes Jr.) (2009)
- Mabele (2009)
- Baila Bonito (feat. Marta Carlim) (2010)
- Mboia (feat. Nicol Ananaz) (2010)
- Capotagem (2010)
- Fcuk Disco (2010)
- Scared Drums (2010)
- El Macho (2010)
- Toca Bunda (with Gregor Salto) (2010)
- Magic (feat. TC) (2010)
- Sabalo (feat. Buraka Som Sistema)(2010)
- Bang It All (with Akon, Paul G, Dada) (2010)
- When I Fall In Love (feat. Angelico Vieira) (2010)
- Kimene (with DJ Malvado) (2010)
- Disco Summer Pimp (feat. TC) (2010)
- Tasty (with Dada) (2010)
- Morning Rise (2010)
- Maria Samba (2011)
- Yakuba (2011)
- Love4U (with Nick & Danny Chatelain) (2011)
- Moca (with Nick & Danny Chatelain) (2011)
- Big Shout (with Nick & Danny Chatelain) (2011)
- Bring It (2011)
- La Sucia Pimp Mix (2011)
- Put Your Hands Up (with Diego Miranda) (2011)
- Body Move (with Chuckie, Tok) (2011)
- Not For Sale (2011)
- Para Bailar (with David Jones, Aqua Diva) (2011)

## Remixes
- 1200 Warriors - MF Digi (Mastik Soul Avangard Remix) (2006)
- DJ Sneak - Funky Guitar Rock (Mastiksoul Remix)(2006)
- DJ Sneak - Vibrations (Mastiksoul Remix)(2006)
- Saeed Younan - To The Beat (Mastiksoul Remix) (2007)
- DJ Homewrecker - Step Daddy (Mastiksoul Remix) (2007)
- Carlo Lio - Lip Loops (Mastiksoul Remix) (2007)
- Saeed Younan - Keep Me Up (Mastiksoul Remix) (2007)
- DJ Chus, Pablo Ceballos, Carlos Manaca - The Strong Rhythm (Mastiksoul Remix) (2007)
- Hipp-E - Team Usa (Mastiksoul Remix)(2007)
- Husley & Gunz - New Pleasure (Mastiksoul Remix) (2008)
- D'Herbe Foundation - Ugly Batucada (Mastiksoul Remix) (2008)
- Cidinho & Doca - Rap Das Armas (Mastiksoul Remix) (2008)
- Peter Gelderblom & DJ Chus - Feelin' 4 You (Mastiksoul Remix) (2008)
- Juan Magan & Marcos Rodriguez - Bora Bora (Mastiksoul Remix) (2008)
- Chris Lake - Only One (Mastiksoul Remix) (2008)
- Chiara & Paola - Vanity & Pride (Mastiksoul Remix) (2008)
- Boza - MY Big Thing (Mastiksoul Remix) (2008)
- Saeed Younan - Clockin' (Mastiksoul's Time To Get Ill Remix) (2008)
- Leon & DJ Ruggero - Shake Crazy Horse (Mastiksoul Bump Remix) (2008)
- Nick & Danny Chatelain - Katrinyla (Mastiksoul Buff Buff Remix) (2009)
- Nick & Danny Chatelain - Y Que Mas (Mastiksoul Remix) (2009)
- Peter Gelderblom - Lost (Mastiksoul Remix) (2009)
- DJ Grouse, Kator, J. Lee - Indecision (When The Night Is Over) (Mastiksoul Remix) (2009)
- Flow 212 & DJ Overule feat. Rusty  - Ritmo Do Meu Flow (Mastiksoul Smash Mix) (2009)
- D'Herbe Foundation - Jazz Died On Me (Mastiksoul Punk Mix) (2009)
- Balearic Soul - Ole (Mastiksoul Classic Remix) (2009)
- Funkerman feat. Mitch Crown - Slide (Mastiksoul Remix) (2009)
- Cidinho & Doca - Rap De Felicidade (Mastiksoul Cumbia De Bogota Dub) (2009)
- Blacktron - Wake Up (Mastiksoul Roadrage Mix) (2009)
- Baggi Begovic, Rene Amesz - Paso (MastikSoul Remix) (2009)
- Nick & Danny Chatelain - Metasuegras (Mastiksoul Remix) (2009)
- Sidney Samson, DJ Gregory feat. Dama S - Dama S Salon (Mastiksoul Remix) (2010)
- Robbie Rivera feat. Fast Eddie - Let Me Sip My Drink (Mastiksoul Remix) (2010)
- Cirlce Children - Zulu (Mastiksoul Remix) (2010)
- Juan Magan - Mariah (Mastiksoul Smash Remix) (2010)
- Hanna Hais - Rosa Nova (Mastiksoul Remix) (2010)
- Celeda, Peter Rauhofer - Believe In The Music (Mastiksoul Remix) (2010)
- Nari & Milani, Cristian Marchi feat. Luciana - I Got My Eyes On U (Mastiksoul Funky Mix) (2010)
- DJ PP - Miami Vice (Mastiksoul Remix) (2010)
- Nick & Danny Chatelain, Roberto Serrano - Pikante (Mastiksoul Remix) (2010)
- DJ Loss, Louis Botella - Change The World (Mastiksoul Tribal Remix) (2010)
- Rah Band - Clouds Across The Moon (Mastiksoul Remix) (2010)
- Matt Schwartz & Jo Mills Present 4Tune 500 - Dancing In The Dark (Mastiksoul Remix) (2010)
- James Curd - Fall Off The (Mastiksoul Remix) (2011)

## Album
- Homework EP (2007)
- Homework EP Vol 2 (2007)
- Homework EP Vol 3 (2007)
- Mastiksoul Classic Tracks (2007)
- Exclusive Edition EP (2007)
- Calanga EP (2008)
- Mastik Fantastik EP (2008)
- Jacobino EP (2008)
- Rock & Roll Style EP (2008)
- Bofe De Elite EP (2009)
- Run 4 Number One (2009)
- Mastiksoul & Di Paul – The Whistle (2010)
- The Album (2010)

## Premi
- 2014 - Ha ricevuto una stella sul Muro da Fama [1] dei Nirvana Studios - O Centro Cultural Alternativo